# Претендент на престол
Претендент (англ. pretender) — лицо, имеющее право или заявляющее о своём праве на престолонаследие. Претендентами также называют тех, кто выдвигает свои права на уже упраздненный престол или на престол, уже занятый кем-то другим. Чаще всего это касается прав потомков бывшего монарха.
Также претендентом является тот, кто заявляет, что имеет право на почётное звание или титул, принадлежавший его предкам.
Термин происходит от латинского слова praetendo, что означает «вытянуть раньше»), и первоначально означало «выдвигаться, занимать или претендовать». Потому претендентом называли тех, кто выдвинул претензию на титул. В современном английском языке этот термин часто используют в значении — изображать из себя кого-то другого; вводить в заблуждение о том, кто ты есть.
Исторически термин «претендент» применялся к претендентам на трон, которые имели реально обоснованные права на власть (например, различные претенденты во время Войны Алой и Белой розы, которые рассматривали друг друга как узурпаторов, а себя как законных монархов). Он также применим к тем, кто имеет спорное, но всё же обоснованное право на должность, а также к самозванцам с недоказанными или сфабрикованными претензиями (например Лжедмитрий I или Лжедмитрий II). Также бывают претенденты, выдающие себя за погибших или пропавших родственников королевских лиц. Претендентов на титул Папы Римского называют антипапами.

## История
История Древнего Рима знала многих претендентов на титул Римского императора, особенно в кризис III века.
Наиболее известными являются Тридцать тиранов, которые были названы так по аналогии с Тридцатью тиранами из Древних Афин, правивших на пять сотен лет раньше. Это сравнение не правомерно, поскольку римляне были отдельными претендентами, тогда как афиняне — Комитетом общественной безопасности. Некоторые из этих претендентов имели успех и стали императорами, по крайней мере на короткий период.
Также претендентом на власть в Римской империи был король русов Одоакр, захвативший Рим и провозгласивший себя императором.
Споры за правопреемство были известны и в Восточной Римской (Византийской) империи. Больше всего претендентов на трон возникло после падения Константинополя в результате Четвёртого крестового похода в 1204 году и до начала правления Михаила VIII Палеолога. В это время возникли три государства, каждое из которых претендовало на наследство Восточной Римской империи, а также несколько других претендентов (в том числе Республика Венеция и монархические дома Монферрата и Куртене) и Латинской империи, созданной крестоносцами. Со временем некоторые из этих государств (или их остатки) сами подверглись наплыву многочисленных претендентов на их титулы.
В Киевской Руси, в период феодальной раздробленности, существовало много претендентов из правящей династии, сражавшихся за престол Великого княжества Киевского. Подобная ситуация существовала также в других странах Европы времен раннего Средневековья.
В Кипрском королевстве, после поражения и смерти короля Якова III в 1474 году его младший и внебрачный брат Эжен Маттео де Лузиньян (умер в 1523 г.).), переехал на Сицилию, а затем на Мальту. Его признали законным наследником престолов Кипра, Армении, Иерусалима и Антиохии, хотя он никогда не правил. Также были и другие претенденты на титулы исчезнувших королевств, например, потомки Королевского дома Сицилии и Арагона.
Во Франции, после создания Первой республики и смертной казни Людовика XVI в 1793 году, сын короля стал претендентом на упраздненный престол, и его стали называть Людовиком XVII . Поскольку Луи XVII был ребёнком и находился в заключении революционеров в Париже, его дядя, граф Прованский, провозгласил себя регентом от имени племянника. После смерти Людовика XVII в 1795 году граф Прованский стал претендентом на трон как Людовик XVIII.
Людовик XVIII был восстановлен на престоле в 1814 году, а его брат Карл X стал королем в 1824 году. Карл X был свергнут в результате Июльской революции, а его сын Луи-Антуан, герцог Ангулемский, отказались от своих претензий в пользу внука Генриха, ставшего законным претендентом на трон. Однако его кузен Луи-Филипп, герцог Орлеанский, отпрыск младшего брата Людовика XIV, занял престол как король французов.
В 1848 году Луи Филипп был свергнут в результате Февральской революцией и отказался от престола в пользу своего молодого внука Филиппа, графа Косте де Пари. Однако в течение следующих десятилетий появилось несколько претендентов на французский трон, как в среде легитимистов, так и среди орлеанистов и бонапартистов. Эта ситуация с тремя основными ветвями претендентов на французский трон сохраняется и сейчас.
В 1918 году Вильгельм Габсбург был претендентом на престол Украинского королевства.